# Thomas Magnete
Die Thomas Magnete GmbH ist ein deutscher Hersteller von Erstausrüstungskomponenten für die Automobilindustrie und die Mobilhydraulikindustrie.

## Produkte und Standorte

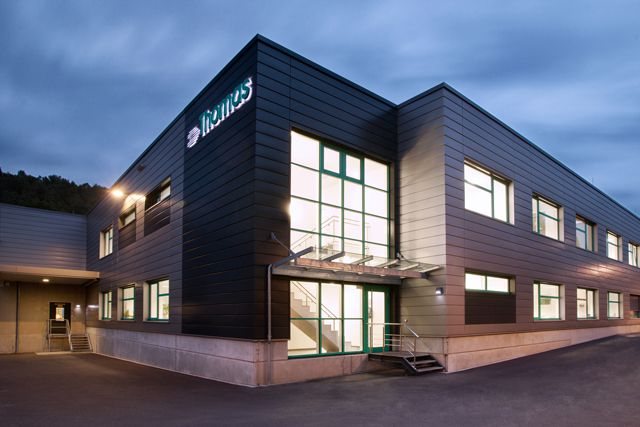
Außenansicht eines Produktionsgebäudes (2013)

Thomas entwickelt und produziert elektromagnetische und fluidische Aktoriksysteme. Die Produkte finden Anwendung in den Märkten Off-Highway, Mobility und Healthcare. Die Anwendungsfelder sind unter anderem Chassis, Alternative Fuels, ePowertrain, Emission Management, Construction-, Forestry- & Agricultural Machinery, Special Vehicles und Material Handling. Bei Dosierpumpen für die Kraftstoffdosierung von Standheizungen sowie die Abgasnachbehandlung ist Thomas Weltmarktführer.
Hauptsitz und Produktionsstandort ist Herdorf in Rheinland-Pfalz. Weitere Standorte unterhält das Unternehmen in den USA, China und Italien. Zudem betreibt es in Dresden seit 2015 ein eigenes Technologielabor in Kooperation mit der ansässigen Technischen Universität. 2019 wurde ein Produktionsstandort in Rennerod, Rheinland-Pfalz eröffnet. 2022 wurde ein weiterer Produktionsstandort in Kunshan, China eröffnet.
Seit 2025 gehört die German Medical Engineering GmbH (GME) zur Thomas-Gruppe. Das Unternehmen ist auf die Entwicklung professioneller therapeutischer Licht- und Lasersysteme spezialisiert und ergänzt damit unsere bestehenden Märkte um Healthcare.

## Geschichte
Das Unternehmen wurde im Jahr 1962 von Hermann Thomas in Herdorf als Tochterunternehmen der Robert Thomas Metall- und Elektrowerke GmbH gegründet. Als erstes Produkt wurde ein Proportionalmagnet für Wäscheschleudern entwickelt. 1972 folgte die Formierung einer eigenständigen GmbH.
1982 trat Dietrich Thomas, Sohn des Gründers, als Vorsitzender der Geschäftsleitung in das Familienunternehmen ein. Wenig später wurde die erste Systemanwendung mit Dosierpumpe für Standheizungen in Serie gefertigt. One-Piece-Flow-Montagelinien wurden eingeführt, woraufhin die Serienproduktion eines eigens entwickelten Proportionaldruckminderventils begann. 1998 gründete das Unternehmen eine erste Auslandsvertriebstochter in den USA.
2003 trat Markus Krauss in die Geschäftsführung ein. Proportionalmagnete für Nockenwellenversteller wurden auf einer ersten vollautomatischen Montagelinie gefertigt. Weitere Serienfertigungen von Proportionalmagneten und -ventilen für Doppelkupplungsgetriebe und Dosierpumpen zur Dieselpartikelfilter-Regeneration folgten. 2012 wurden ein Produktions- und Logistikgebäude mit 7000 m² Fläche errichtet und ein Vertriebsstandort in Italien und China eröffnet. 2016 folgte der Neubau eines Produktionsgebäudes mit einer Fläche von 8100 m². Am 5. Mai 2018 weihte das Unternehmen ein weiteres Produktionsgebäude mit 8000 m² Fläche ein.

## Portfolio

### Mobility
- Proportional- und Schaltmagnete sowie Proportional- und Schaltventile im Bereich Motor- und Getriebemanagement
- Dosier- und Förderpumpen im Bereich Abgas- und Thermomanagement
- elektromotorische Pumpen im Bereich Getriebemanagement

### Off-Highway
- Proportionaldruckregelventile
- On-/Off-Schaltventile
- Inverse Druckregelventile
- Elektrohydraulische Aktuatoren
- Hydraulikblöcke
- ATEX/IECEx-Ventile
- Universal Proportional Controller
- Licht- und Lasersysteme